# Dolina Dolnej Narwi
Dolina Dolnej Narwi (318.66) — mezoregion fizycznogeograficzny w północno-środkowej Polsce, stanowiący środkowo-wschodnią część Niziny Północnomazowieckiej. Region graniczy od północy z Wysoczyzną Kolneńską, od północnego zachodu z Równiną Kurpiowską, od południowego zachodu z Wysoczyzną Ciechanowską, od południa z Kotliną Warszawską, od południowego wschodu z Międzyrzeczem Łomżyńskim a od północnego wschodu z Kotliną Biebrzańską; na południowym wschodzie region styka się z Doliną Dolnego Bugu. Dolina Dolnej Narwi leży na pograniczu województw  mazowieckiego i podlaskiego.
Mezoregion stanowi wąskie (1,5–7 km), meandrujące pasmo doliny dolnej Narwi o orientacji północny wschód – południowy zachód. Dolina w obrębie mezoregionu ciągnie się na długości ok. 210 km od ujścia Biebrzy do połączenie z Bugiem vis-à-vis Serocka. Region obejmuje dwa główne tarasy: szeroki zalewowy taras łąkowy i zalesiony taras piaszczysty.
Ośrodkami miejskimi regionu są Łomża, Ostrołęka, Pułtusk, Różan i Nowogród.